# Вълкадин говори с Бога
„Вълкадин говори с Бога“ е български телевизионен игрален филм от 1995 година на режисьора Иван Андонов, по сценарий на Георги Мишев. Оператор е Димо Минов. 
Филмът е по мотиви от разкази на Йордан Йовков.

## Сюжет
Съдбата на многочленно семейство. Бащата губи и тримата си синове. Мъката му е голяма и той обръща очи към Бога. На него задава мълчаливите си въпроси за смисъла на човешкия живот, за греха, престъплението и прошката. 

## Актьорски състав
| Роля                          | Изпълнител         |
| ----------------------------- | ------------------ |
| Вълкадин, заможен селянин     | Васил Михайлов     |
| майката и жена на Вълкадин    | Мария Статулова    |
| Атанас „Танас“                | Николай Урумов     |
| Славенка, жената на Танас     | Стефка Янорова     |
| Милена                        | Ани Пападополу     |
| Пройдьо                       | Александър Дойнов  |
| Павлинка                      | Деляна Хаджиянкова |
| Къдра                         | Таня Шахова        |
| Никола                        | Димитър Горанов    |
| Иван Величкин                 | Ивайло Герасков    |
| Милен                         | Стойо Мирков       |
| старшията                     | Иван Григоров      |
| г-н Стоян Мъглов, политиканът | Георги Русев       |
| кръчмарят                     | Васил Банов        |
| поп Димо                      | Доси Досев         |
| кметът                        | Никола Рударов     |
| ветеринарния лекар            | Ути Бъчваров       |
| вторият мъж на Милена         | Анани Явашев       |
| В епизодите                   |                    |
| войник                        | Иван Бърнев        |
|                               | Валери Йорданов    |
|                               | Милен Димитров     |
|                               | Яни Йосифов        |
|                               | Каролина Борисова  |
|                               | Нина Лазарова      |
|                               | Виолета Лазарова   |
|                               | Станислав Дойнов   |
|                               | Йордан Радичков    |
|                               | Васил Райков       |

## Награди
- Голямата награда за главна роля на Васил Михайлов (в ролята на Вълкадин) печели от Международния фестивал за телевизионно филмово творчество „Златната ракла“, 1997